# Cynodon (straalvinnige)
Cynodon is een geslacht van straalvinnige vissen uit de familie van karperzalmen (Cynodontidae).

## Soorten
- Cynodon gibbus Agassiz, 1829
- Cynodon meionactis Géry, Le Bail & Keith, 1999
- Cynodon septenarius Toledo-Piza, 2000